# Alfândega da Fé (freguesia)
A Freguesia de Alfândega da Fé é uma freguesia portuguesa do Município de Alfândega da Fé com 40,62 km² de área e 1937 habitantes (censo de 2021), tendo, por isso, uma densidade populacional de 47,7 hab./km².

## Demografia
A população registada nos censos foi:
| Distribuição da População por Grupos Etários | Distribuição da População por Grupos Etários | Distribuição da População por Grupos Etários | Distribuição da População por Grupos Etários | Distribuição da População por Grupos Etários |
| -------------------------------------------- | -------------------------------------------- | -------------------------------------------- | -------------------------------------------- | -------------------------------------------- |
| Ano                                          | 0-14 Anos                                    | 15-24 Anos                                   | 25-64 Anos                                   | > 65 Anos                                    |
| 2001                                         | 310                                          | 292                                          | 1017                                         | 397                                          |
| 2011                                         | 278                                          | 234                                          | 1094                                         | 449                                          |
| 2021                                         | 234                                          | 172                                          | 1022                                         | 509                                          |

## Localidades
A freguesia engloba a vila de Alfândega da Fé e a aldeia de Castelo.